# Friedhof Oberau (Bozen)

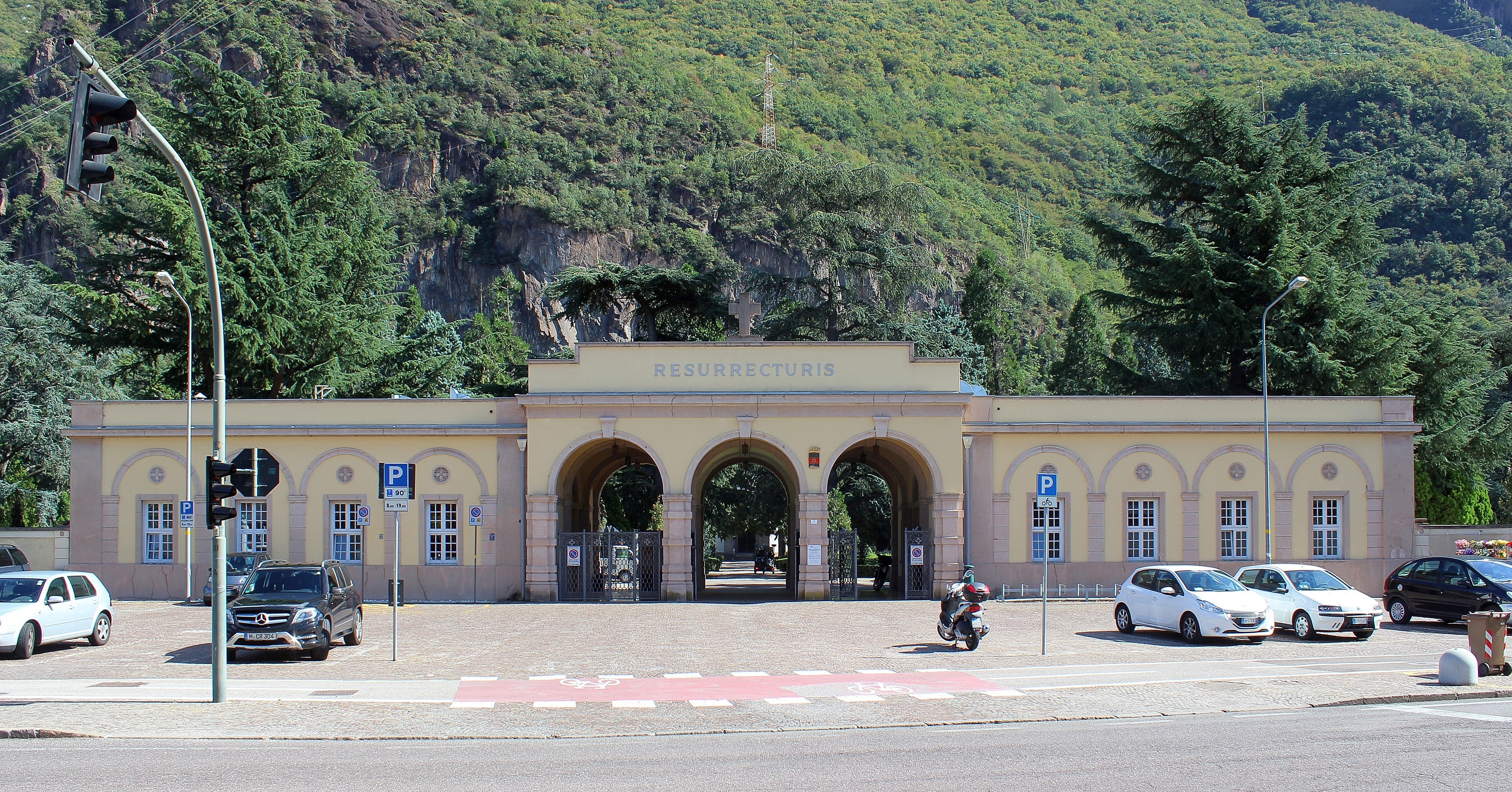
Haupteingang des Bozner Friedhofs mit Pfeilervorhalle

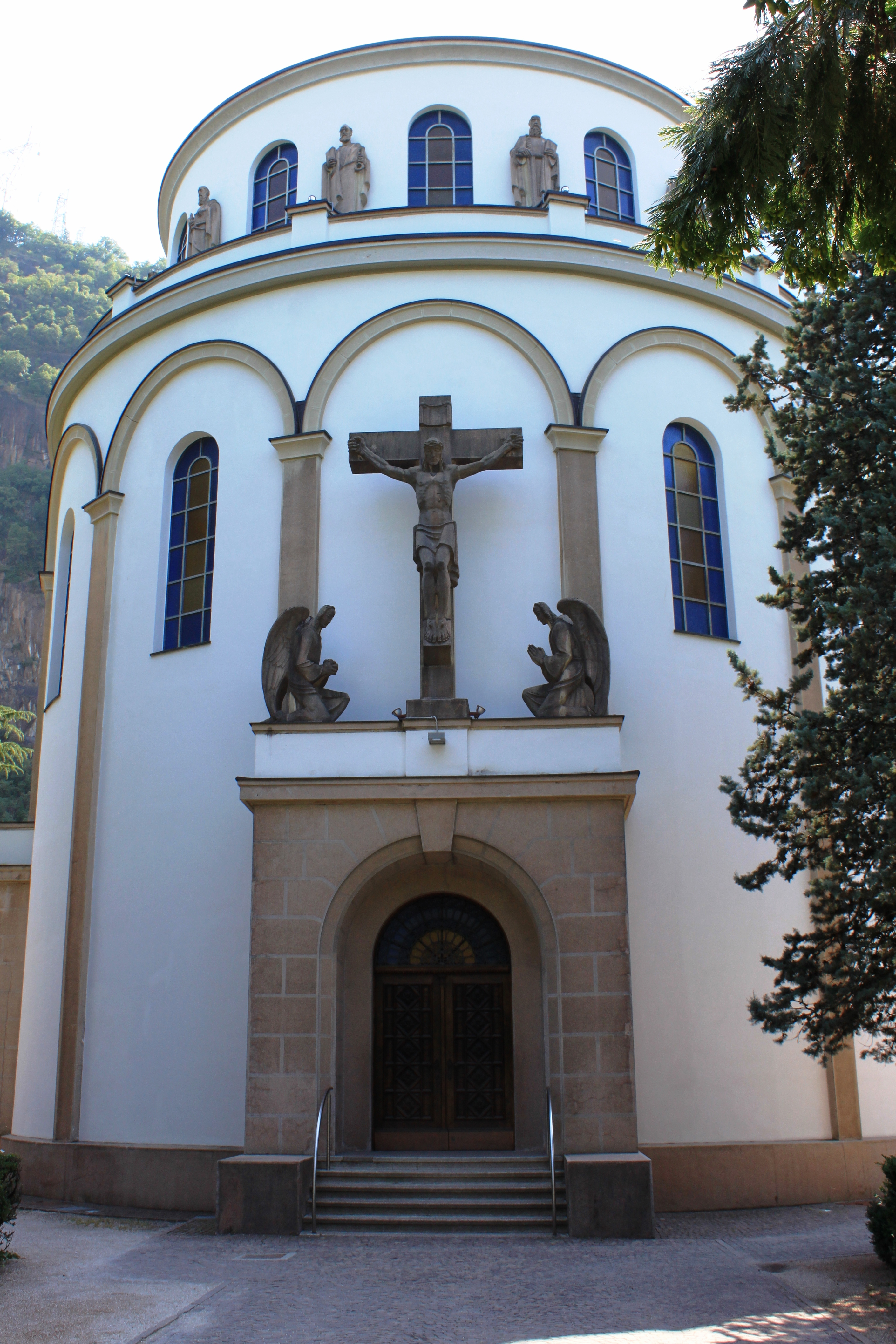
Die zentral gelegene Einsegnungskapelle nach Entwurf von Arch. Gustav Nolte

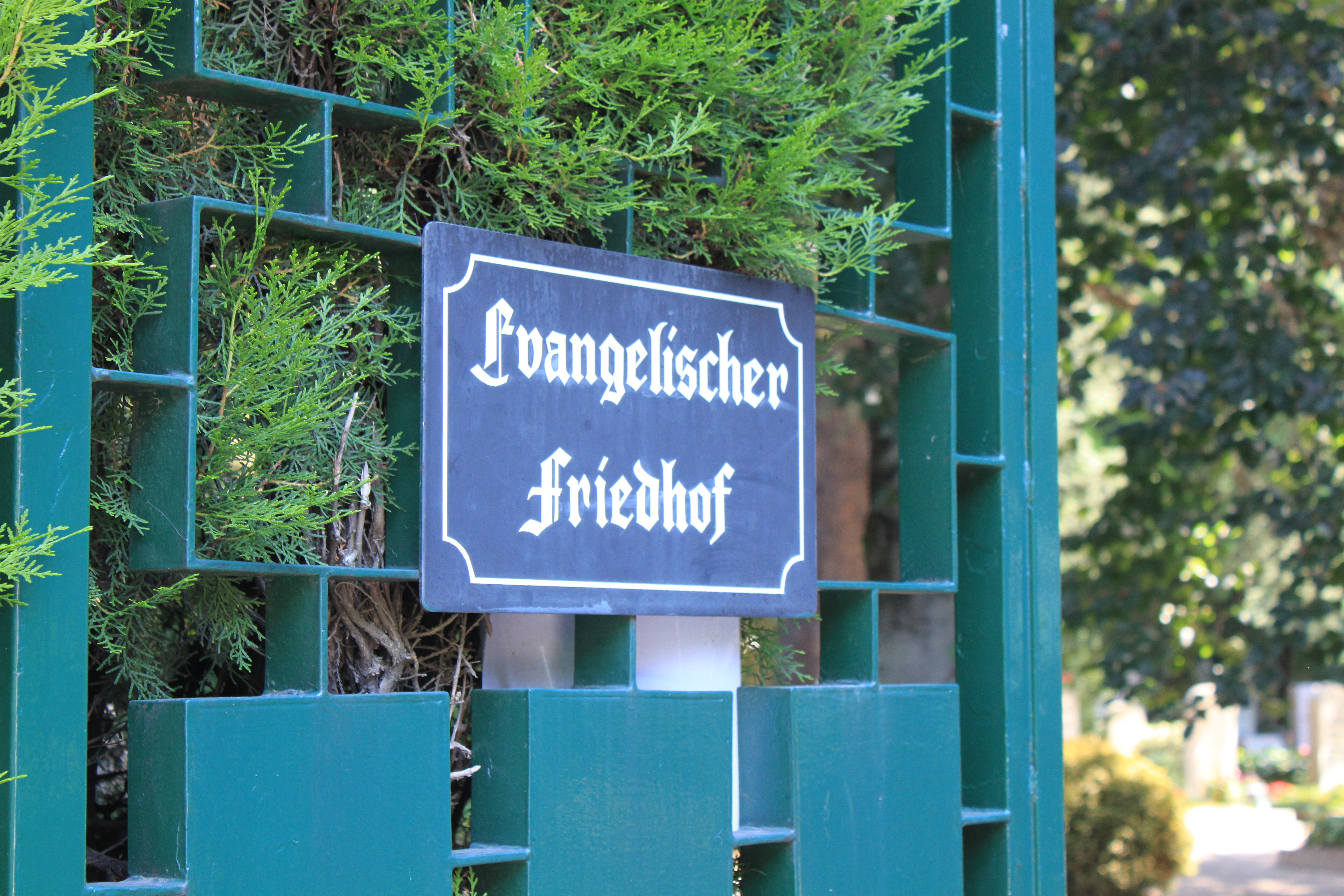
Zugang zum evangelischen Friedhof

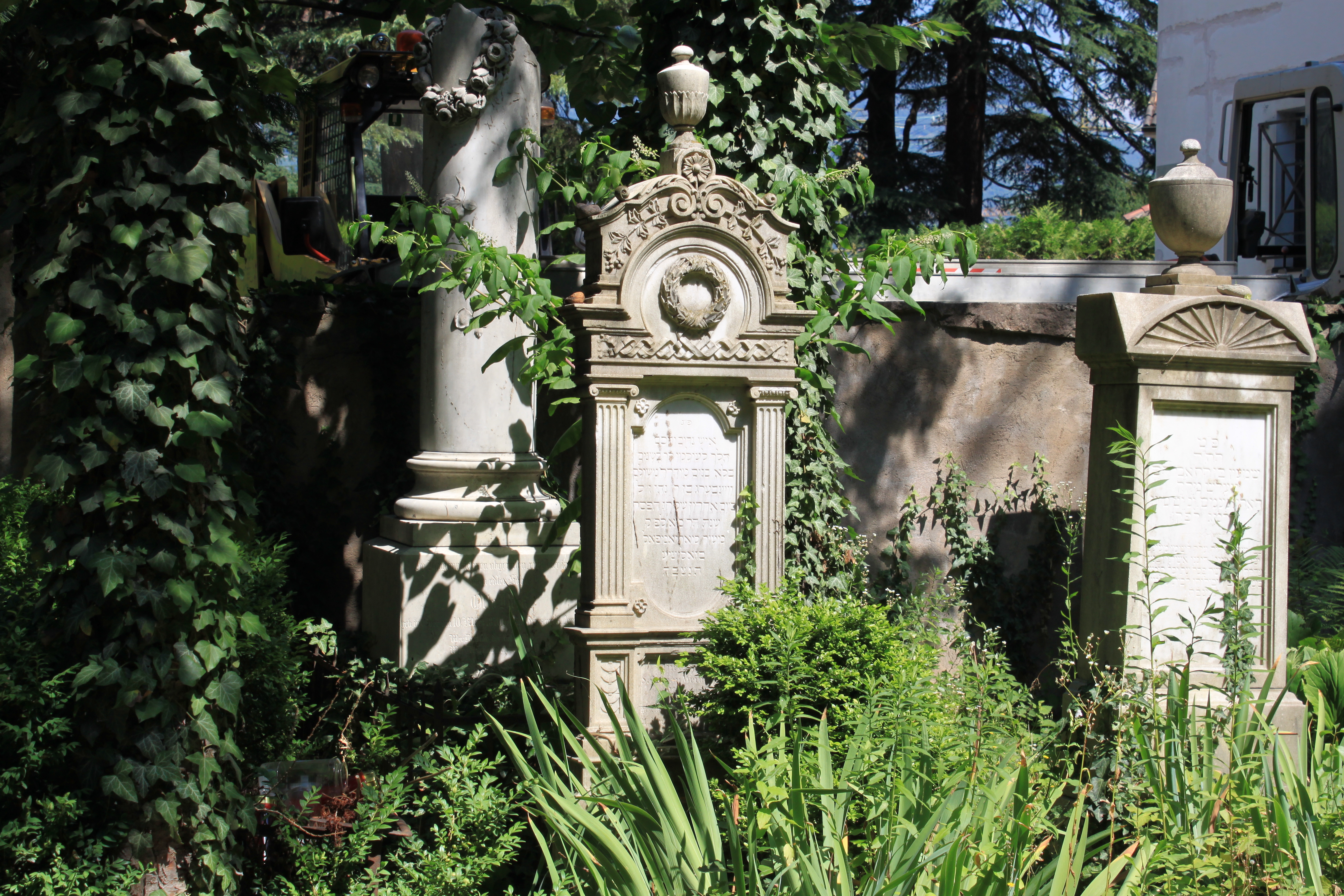
Blick in den jüdischen Friedhof

Der Friedhof in Oberau ist der öffentliche Friedhof der Stadt Bozen (Südtirol, Italien). Im  Laufe der  Jahre  wurde  der  Oberauer Friedhof ständig ausgebaut und des Öfteren renoviert. Nun hat der Friedhof eine Oberfläche von ca. 16 ha, während sich die Stadt Bozen über ein Gebiet von ca. 52 km² erstreckt.
Der im Stadtviertel Oberau-Haslach am Bergfuß des Kohlerer Berges gelegene Friedhof, malerisch von der Haselburg überragt, hat trotz der vielen Um- und Ausbauarbeiten seinen Charakter als Parkanlage mit zahlreichen Pflanzen- und Baumsorten bewahrt. Auch tragen viele bedeutende Grabmale zur historisch-künstlerischen Bedeutung der Gesamtanlage bei.
Die weitläufige Anlage umfasst einen katholischen, einen evangelischen und einen jüdischen Teil.

## Geschichte

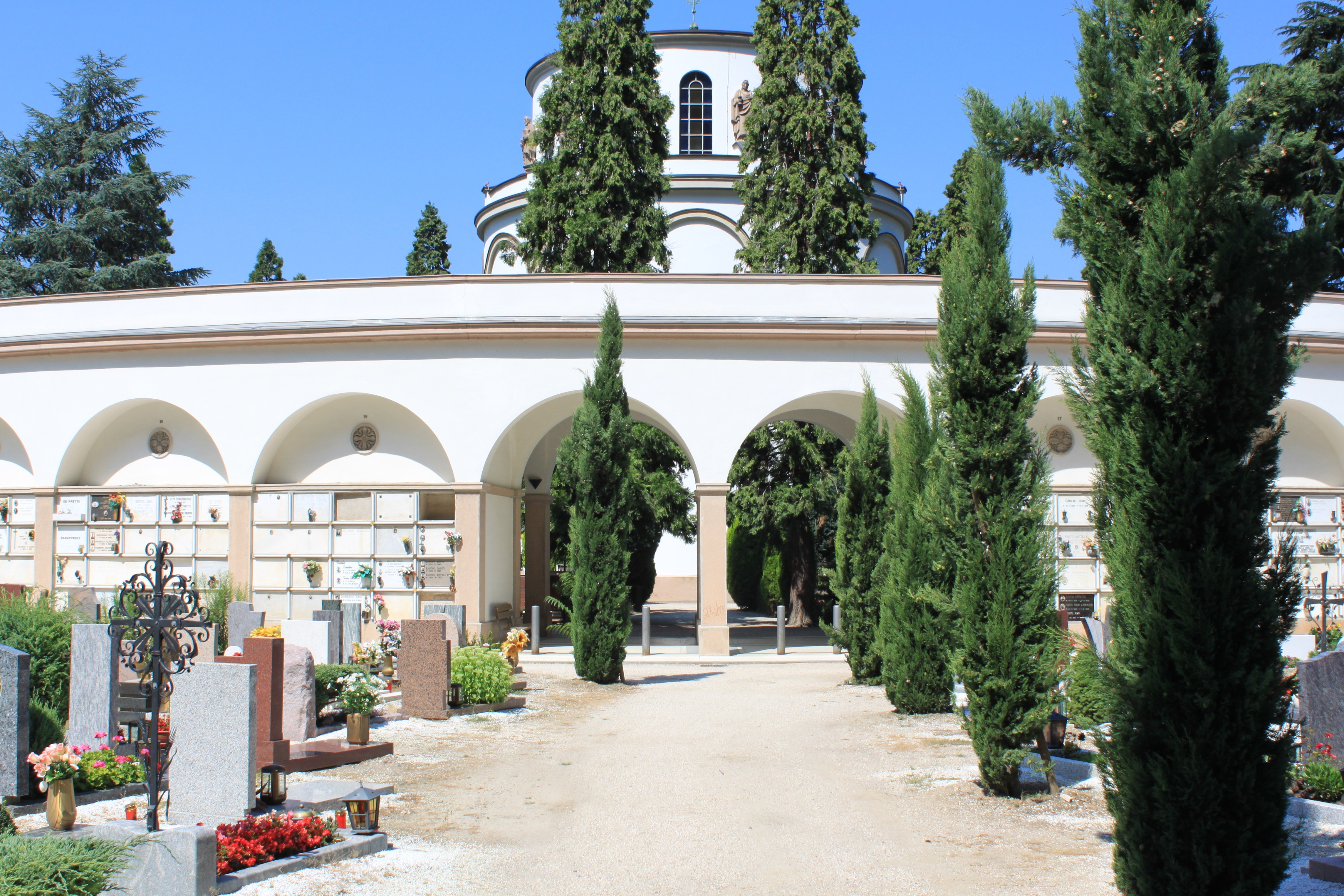
Ansicht des Oberauer Friedhofs

Ein Friedhof ist in Bozen bereits im späten 11. Jahrhundert, in unmittelbarer Nähe der Marienpfarrkirche, in einer Traditionsnotiz von Kloster Ebersberg als „in cimiterio Pozane ecclesie“ bezeugt. Südlich von der Kirche gelegen, wurden hier bis zu einer nur vorübergehenden Schließung in josephinischer Zeit die städtischen Toten beerdigt. Das Areal wurde 1826 im klassizistischen Stil ausgebaut und um eine eigene Totenkapelle erweitert, die Arkaden wurden mit Fresken von Giuseppe Craffonara, Basilio Armani und Joseph Arnold ausgeschmückt. Eine gedruckte Friedhofsordnung liegt aus dem Jahr 1827 vor.
Dieser Friedhof im Altstadtbereich wurde ab 1930–1932 sukzessive aufgelassen und durch die Neuanlage des Oberauer Friedhofs im äußersten Südosten des Stadtgebiets ersetzt, in den auch zahlreiche Grabstellen und Epitaphien transferiert wurden. Über dem Eingangstor des neuen Friedhofs ist die lateinische Inschrift „Resurrecturis“ (Denjenigen, die auferstehen werden) eingelassen, die sich bereits am historischen Friedhof befand.
Nachdem der zunächst baulich noch erhaltene alte Friedhof in den Kriegsjahren 1943/45 durch mehrere Luftbombardements stark in Mitleidenschaft gezogen worden war, wurde er nach 1945 im Zug der Neuplanung des weitläufigen Areals der neu angelegten Südtiroler Straße nach und nach, zuletzt mit dem Waltherpark, neu überbaut.
Der erste in Oberau angelegte Friedhof ist der jüdische Friedhof, dessen Einrichtung bis ins Mittelalter zurückgeht und dessen ältestes noch erhaltene Grab auf das Jahr 1830 datiert. In der Nähe des jüdischen Friedhofs wurde im Jahre 1915 der evangelische Friedhof angelegt. Das entsprechende Projekt sah auch den Bau einer Kapelle durch Arch. Steiner vor. Auch im katholischen Friedhof wurde eine vom Architekten Gustav Nolte geplante Kapelle errichtet. In dieser Kapelle sind bedeutende Wandmalereien von Ignaz Stolz und ein Holznussrelief von Hans Piffrader erhalten. So fand jede der drei Kultusgemeinden ihren eigenen Platz.
Südlich des Oberauer Friedhofs, in der Ortschaft Sankt Jakob, befinden sich auch die Militärfriedhöfe. In den letzten Jahren des 19. Jahrhunderts wurde auch hier eine Kapelle erbaut. Im Laufe des Ersten Weltkrieges wurden viele Soldaten im Oberauer Friedhof beerdigt, die dann in den Soldatenfriedhof von Sankt Jakob verlegt wurden. Der Friedhof von Sankt Jakob ist nun in drei Bereiche geteilt: Zivil-, Soldaten- und Veteranenfriedhof.

### Gräber bekannter Persönlichkeiten
- Ljubow F. Dostojewskaja, Tochter von Fjodor Dostojewski
- Karl Felderer (1895–1989), Autor und Fotograf
- Felix Gasbarra, Schriftsteller
- Carlo Maria Giulini, Dirigent
- Franz Huter, Historiker
- Andreas Kompatscher, Bildhauer
- Annette von Menz, 1811 die reichste Erbin Bozens
- Julius Perathoner (1849–1926), Bürgermeister von Bozen von 1895 bis 1922
- Hans Piffrader, Bildhauer
- Luis Plattner, Architekt
- Hermann Roesler, Staatsrechtler
- Eduard Schmidt-Weißenfels, Schriftsteller
- Georg von Toggenburg, k.k. Minister für Handel und öffentliche Arbeiten, Statthalter von Tirol und Vorarlberg sowie im Königreich Lombardo-Venetien
- Friedrich von Toggenburg, k.k. Minister des Innern, Statthalter von Tirol und Vorarlberg

### Andere Friedhöfe
Auf dem Gemeindegebiet von Bozen befinden sich zwei weitere, von den Pfarreien verwaltete Friedhöfe: der Friedhof von Gries (der nur mehr selten benutzt wird) und der Friedhof von Sankt Jakob. Diese Friedhöfe unterstehen der Kontrolle durch die Gemeinde, sie werden aber direkt von den Pfarreien verwaltet. Angrenzend an den Friedhof von Sankt Jakob befindet sich auch der Soldatenfriedhof, der auf Initiative des Vereins des Kriegsveteranen zur Beisetzung der im Ersten Weltkrieg gefallenen, österreichisch-ungarischen Soldaten und der später verstorbenen Veteranen angelegt worden ist.
Zum historischen Friedhof bei der Bozner Pfarrkirche (bis um 1932) siehe auch Maria Himmelfahrt (Bozen).